# My pent-up tears oppress my brain
My pent-up tears oppress my brain (vertaling: mijn ingehouden tranen drukken op mijn brein) is een compositie van Frank Bridge. Het werk is een toonzetting van een deel van het gedicht The river uit 1852 (publicatie) van Matthew Arnold. Bridge schreef zijn lied al in 1906 maar trok het terug van publicatie. Hij gebruikte de melodie voor zijn werk De zee. Pas in 1981 verscheen het in druk. Het is onbekend of het ooit een publieke uitvoering heeft gekregen.

## Tekst
Bridge begon bij 'My pent-up tears':
Still glides the stream, slow drops the boat

Under the rustling poplars' shade;

Silent the swans beside us float--

None speaks, none heeds; ah, turn thy head!

Let those arch eyes now softly shine,

That mocking mouth grow sweetly bland;

Ah, let them rest, those eyes, on mine!

On mine let rest that lovely hand!)

My pent-up tears oppress my brain,

My heart is swoln with love unsaid.

Ah, let me weep, and tell my pain,

And on thy shoulder rest my head!

Before I die--before the soul,

Which now is mine, must re-attain

Immunity from my control,

And wander round the world again;

Before this teased o'erlabour'd heart

For ever leaves its vain employ,

Dead to its deep habitual smart,

And dead to hopes of future joy.

## Discografie
- Uitgave Dutton Vocalion: Daniel Tong (piano) en Ivan Ludlow (bariton)
- Uitgave Hyperion: Roger Vignoles (piano) en Gerald Finley (bariton)